# Coupe CECAFA des nations 1991
Navigation
Zanzibar 1990 Tanzanie 1992
La Coupe CECAFA des nations 1991 est la dix-huitième édition de la Coupe CECAFA des nations qui a eu lieu en Ouganda du 23 novembre au 7 décembre 1991. Les nations membres de la CECAFA (Confédération d'Afrique centrale et de l'Est) sont invitées à participer à la compétition.
C'est la Zambie qui remporte la compétition en s'imposant en finale face au Kenya. Le tenant du titre et pays organisateur, l'Ouganda termine à la troisième place. C'est le deuxième titre de champion de la CECAFA pour les Zambiens après celui remporté en 1984.

## Équipes participantes
- Ouganda - Organisateur et tenant du titre
- Zanzibar
- Tanzanie
- Kenya
- Zambie
- Malawi
- Soudan

## Compétition

### Premier tour

#### Groupe A
| Rang | Équipe    | Pts | J | G | N | P | Bp | Bc | Diff |  | Résultats (▼ dom., ► ext.) |  |     |     |
| ---- | --------- | --- | - | - | - | - | -- | -- | ---- |  | -------------------------- |  | --- | --- |
| 1    | Ouganda T | 4   | 2 | 2 | 0 | 0 | 7  | 0  | +7   |  | Ouganda T                  |  | 2-0 | 5-0 |
| 2    | Soudan    | 1   | 2 | 0 | 1 | 1 | 1  | 3  | -2   |  | Soudan                     |  |     | 1-1 |
| 3    | Tanzanie  | 1   | 2 | 0 | 1 | 1 | 1  | 6  | -5   |  | Tanzanie                   |  |     |     |

#### Groupe B
| Rang | Équipe   | Pts | J | G | N | P | Bp | Bc | Diff |  | Résultats (▼ dom., ► ext.) |  |     |     |     |
| ---- | -------- | --- | - | - | - | - | -- | -- | ---- |  | -------------------------- |  | --- | --- | --- |
| 1    | Zambie   | 5   | 3 | 2 | 1 | 0 | 4  | 2  | +2   |  | Zambie                     |  | 1-0 | 0-0 | 3-2 |
| 2    | Kenya    | 4   | 3 | 2 | 0 | 1 | 4  | 3  | +1   |  | Kenya                      |  |     | 1-0 | 3-2 |
| 3    | Malawi   | 3   | 3 | 1 | 1 | 1 | 1  | 1  | 0    |  | Malawi                     |  |     |     | 1-0 |
| 4    | Zanzibar | 0   | 3 | 0 | 0 | 3 | 4  | 7  | -3   |  | Zanzibar                   |  |     |     |     |

### Demi-finales
| 4 décembre 1991 | Kenya                                 | 3 - 1 | Ouganda   | Kampala |  |
|                 | Wanyodolo 8e · Ndungo 65e · Oduor 70e |       | Alaro 68e |         |  |

| 4 décembre 1991 | Zambie                         | 3 - 2 | Soudan          | Kampala |  |
|                 | Chambeshi 1re, 5e · Bwalya 39e |       | Khamal 36e, 43e |         |  |

### Match pour la3eplace
| 7 décembre 1991 | Ouganda | 3 - 1 | Soudan | Kampala |  |
|                 |         |       |        |         |  |

### Finale
| 7 décembre 1991 | Zambie                    | 2 - 0 | Kenya | Kampala |
|                 | Kaunda 87e · Chisenga 89e |       |       |         |

| Vainqueur Coupe CECAFA 1991 Zambia xe titre |

## Sources et liens externes
- (en) Feuilles de matchs et infos sur RSSSF